# پزشکی شدن

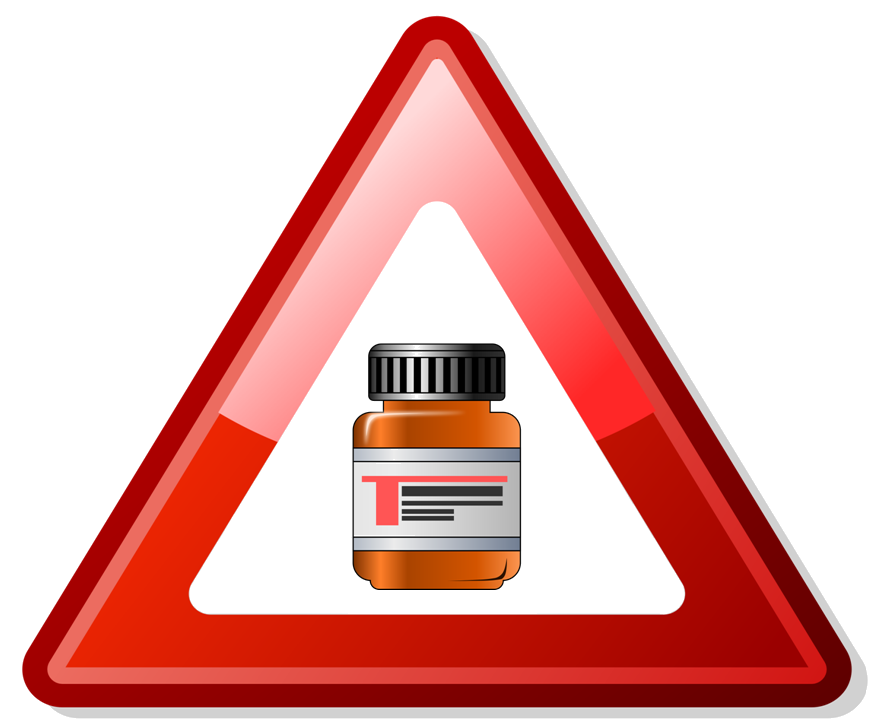
نماد پزشکی شدن

پزشکی شدن (به انگلیسی: Medicalization) مفهومی جامعه شناختی می‌باشد که اشاره به فرایندی دارد که در طی آن بخش عظیمی از کنش‌های اجتماعی و انسان شناختی آدمی که از دیرباز در مقوله‌هایی خارج از علوم پزشکی مطرح و مطالعه می شده اند، اکنون تحت قلمرو اقتدار پزشکی در آمده اند و از طریق تعاریف، ابزارها و مداخله‌های پزشکی کنترل و مدیریت می‌شوند. از نظریه پردازان مطرح در این خصوص می‌توان به ایوان ایلیچ و میشل فوکو اشاره داشت که رابطه قدرت و پزشکی را در تألیفات خود به کرات مورد مطالعه و تبیین قرار داده‌اند.  ،  ، 